# Памятник Суворову (Новочеркасск)
Памятник Суворову — памятник русскому полководцу, генералиссимусу Александру Васильевичу Суворову в городе Новочеркасск Ростовской области. Установлен в 2004 году, автор памятника — скульптор Сергей Окунев.

## История
В Ростовской области не случайно установлено около десятка памятников полководцу А. В. Суворову. Его именем названы улицы и учебные заведения. Суворов бывал и работал в Донском крае. В 1777 году генерал-поручик Александр Васильевич Суворов получил назначение в Приазовье командиром Кубанского военного корпуса. Путь его лежал через Донской край. За три месяца пребывания на Кубани Суворов организовал систему укреплений, сделал линию обороны неприступной для врага. По правому берегу Кубани было построено четыре укрепления и 20 редутов.
Во второй раз Суворов со своей семьёй был на Дону в 1782 году. Готовя войска к походу против ногайцев, Суворов проводил военные учения.
По ходатайству А. В. Суворова перед императрицей Екатериной II, крымские армяне осели на Дону. Здесь они основали город Нахичевань-на-Дону, села Крым, Чалтырь, Большие Салы, Султан-Салы, Несветай.
В Ростовской области А. В. Суворову установлено много памятников Суворову. В 2004 году в городе Новочеркасск был установлен ещё один памятник полководцу Суворову. Памятник установлен около Суворовского военного училища МВД России.

## Описание
Установка памятника А. В. Суворову в городе Новочеркасске стала данью уважения русскому полководцу. В Новочеркасске в разные годы работали два суворовских военных училища. Одно суворовское военное училище функционировало в Новочеркасске с 1943 по 1963 год, а второе суворовское военное училище МВД России работает и в настоящее время. Руководители, преподаватели и воспитанники училища были инициаторами установки в городе памятника Генералиссимусу Суворову. Имя Суворова носит училище МВД.
В городе долго решался вопрос об открытии памятника, месте его установки, выборе его лучшего архитектурно-скульптурного решения. В Новочеркасске был объявлен конкурс на лучший проект. Победителями конкурса стали скульпторы из Ростова-на-Дону: коллектив скульпторов под руководством Татьяны Ягодициной. Реализацией проекта занимался скульптор Сергей Окунев. Деньги на сооружение памятника были собраны специальным фондом А. В. Суворова. В средствах на монумент помогли предприятия Новочеркасска и Ростовской области.
Торжественное открытие памятника состоялось 17 декабря 2004 года у стен суворовского училища МВД.
Памятник представляет собой бронзовый бюст, укрепленный на круглом мраморном постаменте. На железобетонном пьедестале памятнике выполнена надпись: «Генералиссимус Александр Васильевич Суворов. 1730—1800». И ниже написан его девиз: «Себе честь, Родине слава!». Около памятника находятся две пушки. Обустроена территория около памятника.